# Mouctar Diakhaby
Mouctar Diakhaby (Vendôme, 19 december 1996) is een Frans voetballer van Guineese afkomst die doorgaans als centrale verdediger speelt. Hij verruilde Olympique Lyon in juli 2018 voor Valencia. Diakhaby debuteerde in 2022 in het Guinees voetbalelftal.

## Clubcarrière
Diakhaby speelde in de jeugd bij USSA Vertou, Nantes en Olympique Lyon. Hij debuteerde op 10 september 2016 in het eerste elftal van Lyon tijdens een wedstrijd in de Ligue 1, thuis tegen Girondins Bordeaux. Hij speelde de volledige wedstrijd. Lyon kwam na twee minuten op voorsprong via Aldo Kalulu, maar gaf de zege uit handen. Diakhaby kwam dat jaar tot 22 competitiewedstrijden, allemaal als basisspeler. Ook kwam hij dat seizoen drie keer in actie in de Champions League en acht keer in de Europa League, ook allemaal vanaf de aftrap. Een seizoen later kreeg hij veel minder speeltijd, na de jaarwisseling vrijwel geen meer.
Diakhaby verruilde Olympique Lyon in juli 2018 voor Valencia. Dat betaalde circa 15 miljoen euro voor hem. Hier kwam hij weer vaker aan spelen toe. Hij won in zijn eerste jaar met Valencia de Copa del Rey en kwam dat toernooi zelf zeven van de acht speelronden in actie. Daarnaast bereikten zijn ploeggenoten en hij dat seizoen de halve finale van de Europa League. Door het behalen van de vierde plaats in de Primera División, mocht hij in 2019/20 aantreden in de Champions League. In de jaren die volgden speelde Diakhaby steeds meer, maar ging het sportief een stuk minder met Valencia. Na twee jaar in de middenmoot, eindigden zijn ploeggenoten en hij in 2022/23 twee punten boven de degradatiestreep.

## Clubstatistieken
| Seizoen | Club           | Competitie       | Competitie | Competitie | Beker | Beker | Internationaal | Internationaal | Overige | Overige | Totaal | Totaal |
| Seizoen | Club           | Competitie       | Wed.       | Dlp.       | Wed.  | Dlp.  | Wed.           | Dlp.           | Wed.    | Dlp.    | Wed.   | Dlp.   |
| ------- | -------------- | ---------------- | ---------- | ---------- | ----- | ----- | -------------- | -------------- | ------- | ------- | ------ | ------ |
| 2016/17 | Olympique Lyon | Ligue 1          | 22         | 1          | 1     | 1     | 11             | 3              | 0       | 0       | 34     | 5      |
| 2017/18 | Olympique Lyon | Ligue 1          | 12         | 1          | 4     | 0     | 5              | 1              | —       | —       | 21     | 2      |
| Totaal  | Totaal         | Totaal           | 34         | 2          | 5     | 1     | 16             | 4              | 0       | 0       | 55     | 7      |
| 2018/19 | Valencia       | Primera División | 22         | 2          | 7     | 0     | 9              | 1              | —       | —       | 38     | 3      |
| 2019/20 | Valencia       | Primera División | 21         | 0          | 3     | 0     | 5              | 0              | 0       | 0       | 29     | 0      |
| 2020/21 | Valencia       | Primera División | 26         | 1          | 1     | 0     | —              | —              | —       | —       | 27     | 1      |
| 2021/22 | Valencia       | Primera División | 29         | 0          | 8     | 0     | —              | —              | —       | —       | 37     | 0      |
| 2022/23 | Valencia       | Primera División | 29         | 3          | 1     | 0     | —              | —              | 0       | 0       | 30     | 3      |
| Totaal  | Totaal         | Totaal           | 127        | 6          | 20    | 0     | 14             | 1              | 0       | 0       | 67     | 3      |

## Interlandcarrière
Diakhaby kwam uit voor diverse Franse nationale jeugdselecties en nam met Frankrijk –19 deel aan het EK –19 van 2015. Hij debuteerde op 5 juni 2022 in het Guinees voetbalelftal. Bondscoach Kaba Diawara gaf hem toen een basisplaats in een met 1–0 verloren kwalificatiewedstrijd voor het Afrikaans kampioenschap in en tegen Egypte. Diakhaby maakte op 27 september 2022 zijn eerste doelpunt voor Guinee. Hij zorgde toen voor de 3–1 in een met diezelfde cijfers verloren oefeninterland tegen Ivoorkust.

## Erelijst
| Copa del Rey | 1x | 2018/19 |